# Measured Records
Measured Records és un segell discogràfic independent que forma part del centre que és el Measured Group. També inclosos es troben el No Half Measures Ltd. (gestió d'artistes) i el Measured Music (publicacions).
Amb seu a Glasgow (Escòcia, Regne Unit), Measured Records va ser fundada en el 2002. El primer llançament del segell va ser el senzill ‘Because You’ pels proveïdors d'indie pop Cosmic Rough Riders en juny del 2003. Des de llavors, el segell ha llançat senzills i àlbums del gust de Cosmic Rough Riders, The Hazey Janes, The Hedrons i Patricia Vonne, entre d'altres.